# ليستروصوريات
الليستروصوريات (Lystrosauridae) هي فصيلة من ديساينودونتيات الثيرابسيديات من عصور البرمي المتأخر والترياسي المبكر، وهي تتضمن جنسين هما الليستروصوريات والكوازولوصوريات، الكوازولوصوريات تتضمن نوع واحد هو الكوازولوصور شاكاي من البرمي المتأخر في جنوب أفريقيا، والليستروصوريات تتضمن عدة أنواع من البرمي المتأخر والترياسي المبكر في جنوب أفريقيا والهند وأنتاركتيكا.